# Омутнинский завод
Омутнинский (также — Омутницкий) чугуноплави́льный и железоде́лательный заво́д — старейший металлургический завод Кировской области, основанный в 1773 году на реке Омутной. Входил в состав Омутнинского горнозаводского округа.

## История

### XVIII век
Месторождения железной руды в окрестностях будущего завода были обнаружены в середине 1760-х годов. В феврале 1767 года И. П. Осокин подал заявку на строительство завода. Но из-за претензий И. Курочкина и А. Юринского на спорные рудники и последовавших за этим судебных разбирательств строительство было отложено. Указ Берг-коллегии о строительстве завода на реке Омутной с одной доменной печью, 6 кричными горнами и 6 молотами был подписан 1 мая 1773 года. Строительство велось в течение 1773—1775 годов на казённых землях, в 75,2 верстах к северо-западу от Глазова.
К заводу были приписаны 70 тыс. десятин леса и 147 рудников (по другим данным, 290 рудников), расположенных на территории Красноглинской и Зюздинской волостей Глазовского уезда. Для работы на заводе Осокин приобрёл 22 крепостных крестьян мужского пола и 22 женского, а также переселил часть рабочих с Иргинского (118 мужчин и 120 женщин), Курашимского (98 мужчин и 100 женщин) и Юговского заводов (48 мужчин и 57 женщин). В первые годы работы на заводе трудились 459 человек. В 1773—1775 годах была построена плотина, доменная печь и кричная фабрика, первая плавка чугуна была осуществлена осенью 1775 года. В 1779 году на заводе работала 1 домна и 7 молотов, было выплавлено 14,6 тыс. пудов чугуна и было изготовлено 10,3 тыс. пудов железа. В 1782 году в посёлке Омутнинского завода числилось 648 крепостных.
В 1790 на заводе было 2 домны (вторая, перенесённая с Пудемского завода, была недостроенной запасной) и 6 молотов. В этом же году совместно с Пудемским заводом было произведено 56,7 тыс. пудов чугуна и 34 тыс. пудов железа. В период 1781—1806 годов производилось 43—60 тыс. пудов чугуна и 25—30 тыс. пудов железа в год. Продукция завода сбывалась на местном рынке и частично отправлялась на Нижегородскую и Лаишевскую ярмарки. В 1800 году из 14,2 тыс. пудов произведённого полосового железа 8,6 тыс. пудов было отправлено в Петербург, 2,3 тыс. пудов было продано на Лаишевской ярмарке, а 3,3 тыс. пудов было реализовано в Вятской губернии. В 1802 году почти половина произведённого железа (11 тыс. пудов) была продана на ярмарках Вятской губернии, а остальное железо поступило в казну. В некоторые годы Омутнинский завод выполнял казённые заказы по производству артиллерийских снарядов: в 1789 году было изготовлено 1,6 тыс. пудов.

### XIX век
В начале XIX века в казённых заводских дачах существовало 189 рудников, из которых активно разрабатывались только 17, расположенных на расстоянии 10—50 вёрст от завода. К заводу были приписаны 61 мастеровой и 32 крестьянина, а также 86 вечноотданных мастеровых.
В 1808 году Омутнинский завод перешёл во владение наследников Ивана Петровича, братьев Петра и Гаврила. Последний стал единоличным владельцем завода после смерти брата в 1810 году. Новые владельцы в отдельные периоды сдавали завод в аренду. В 1823 году на заводе было произведено 76,2 тыс. пудов чугуна и 35,4 тыс. пудов железа разных сортов, в 1827 году — 128,2 тыс. пудов чугуна и 55,8 тыс. пудов железа. По состоянию на 1827 год домна имела высоту 10,3 м, ширину в распаре 2,9 м, ширину в колошнике 2,1 м. В 1827 году домна действовала 273 суток.
В 1841 году в состав завода входили 2 домны (действующая и запасная), трёхцилиндровая воздуходувная машина с приводом от водяного колеса. Домна в этом году проработала 244 суток и выплавила 105,5 тыс. пудов чугуна. 12 кричных горнов и 12 молотов в 1841 году работали только 76 дней, в остальное время в этом году работало меньшее количество горнов.
В 1848 году завод перешёл в собственность ярославского купца А. М. Пастухова. В 1856 году на заводе была заново построена вторая домна, в 1861—1862 годах были построены пудлингово-сварочные и прокатные станы для изготовления сортового и листового кровельного железа. Рост объёмов производства в этот период сдерживался недостатком рабочей силы, конфликтов и забастовок из-за отмены крепостного права.
В 1860 году на заводе работали 1575 человек, было произведено 171,9 тыс. пудов чугуна, 22 тыс. пудов кричного и 53,4 тыс. пудов пудлингового железа. В 1861 году — соответственно 222,5 тыс., 19,1 тыс. и 67,1 тыс. В 1862 году на заводе работали 2108 человек, в 1863 году — 2469, в том числе 1963 человек на основных работах и 506 — на вспомогательных.
По состоянию на 1863 год парк оборудования завода состоял из 3 пудлинговых и 3 сварочных печей, 7 кричных горнов. Энергетическое хозяйство составляли 24 водяных колёса. В 1864 году была построена третья доменная печь, которая в итоге не была запущена, и 2 молота для правки сортового железа. В 1869 году было произведено 298,8 тыс. пудов чугуна и 161,9 тыс. пудов железа. В 1873 году — 261,7 и 152,4 тыс. соответственно.
С 1879 года Омутнинский завод перешёл во владение Н. П. Пастухова, который занимался налаживанием сбыта готовой продукции и выделял значительные средства на развитие завода. В 1880—1885 годах число кричных горнов сократилось с 8 до 4, к 1890 году кричное производство было полностью закрыто. В этот же период увеличивалось количество пудлинговых печей: в 1885 году имелось 4 печи, в 1890 году — 8 печей. В 1890 году на заводе также действовали 2 домны с холодным дутьём, 4 прокатных стана и 3 рудообжигательных печи. Энергетическое хозяйство составляли 12 вододействующих колёс общей мощностью в 300 л. с. и 2 турбины общей мощностью в 115 л. с. С конца 1880-х годов на заводе проводились опыты по применению горячего дутья в доменном цехе.
В 1890 году была построена отражательная печь для отливки крупных чугунных предметов и мостовой кран. В 1897 году была построена новая доменная печь, в 1899 году была запущена турбина Арбога в 70 л. с. и паровая машина с 2 котлами. В этот периода завод испытывал трудности с доставкой руды из-за значительной удалённости рудников. В 1897 году было произведено 408,8 тыс. пудов чугуна и 150 тыс. пудов готового железа разных сортов.

### XX век
По состоянию на 1900 год парк оборудования завода состоял из 2 доменных печей на холодном дутье и 1 домны с горячим дутьём, 5 рудообжигательных печей, 6 пудлинговых, 6 сварочных, 2 калильных печей, 4 вододействующих молотов, 4 прокатных станов, 1 отражательной печи и 4 кузнечных горнов. Из-за общего кризиса в 1901—1902 годах домны работали только по 240 суток каждая, в 1903 году — по 213 суток. В 1901 году было произведено 216,9 тыс. пудов чугуна и 38,2 тыс. пудов железа, в 1903 году — 212,6 тыс. и 21,8 тыс. соответственно. Объёмы добычи руды в 1901 году составили 1532 тыс. пудов, в 1902 году – 
1385 тыс. пудов.
В кризисные годы наследники Н. П. Пастухова остановили старые доменные печи, заменили пудлинговое производство мартеновским, а также модернизировали энергетическое хозяйство. В 1905 году на заводе действовало 10 вододействующих колёс общей мощностью в 200 л. с., 5 турбин общей мощностью в 410 л. с., 1 паровая машина в 50 л. с. и 1 локомобиль в 90 л. с. Штат завода состоял из 473 человек, занятых на основных работах и 1898 человек на вспомогательных. В 1906 году 6-фурменная доменная печь новой конструкции имела 3555 куб. футов, высоту — 13,4 м, ширину в колошнике — 1,8 м, ширину в распаре — 3,1 м. Суточная производительность домны выросла с 700 пудов чугуна в 1894 году до 1119 пудов в 1906 году. В 1907 году на заводе был запущен парогидравлический пресс для обжима пудлинговых криц и сварочные и кирпичеобжигательные печи. Часть выплавляемого чугуна отправлялась для переработки на Пудемский завод. В 1911—1913 годах была построена 15-тонная мартеновская печь, прокатные станы «500» и «280», а также электростанция мощностью 990 кВт.
В 1913 году завод стал собственностью акционерного общества «Северных заводов наследников Николая Пастухова», объединившего также Пудемский и Кирсинский заводы с общим штатом в 2800 рабочих. Основной капитал общества составлял 9 млн рублей, годовая выручка — 2 млн рублей. Заводоуправление общества находилось в Омутнинске.
В 1913 году на Омутнинском заводе действовала 1 домна на горячем дутье и 1 мартеновская печь. В качестве топлива использовались дрова в объёме 25 тыс. куб. саженей в год. Штат завода состоял из 1000 рабочих. В 1914 году с началом войны часть заводских рабочих была призвана на военную службу. С 1915 года после акционирования Омутнинского горного округа завод стал приносить прибыль. В 1916 году округ получил 3 млн рублей прибыли, в том числе 2 млн рублей за счёт выполнения военных заказов и 1 млн рублей от продажи лесных материалов.
В марте 1918 года заводы Омутнинского округа был национализированы. В октябре 1918 года Омутнинский завод стал центром Северо-Вятский горного округа, объединившего заводы бывших Омутнинского и Холуницкого округов. В начале 1919 года из-за приближения к заводу колчаковцев ценное оборудование завода было эвакуировано, а осенью того же года возвращено обратно. В 1920 году на заводе было выплавлено 275 т чугуна. В 1924—1925 отчётном году было произведено 1496 т чугуна, 3939 т мартеновской стали, 4283 т проката. В 1925—1926 году было произведено 2313 т чугуна. В 1926—1927 завод полностью перешёл на производство сортового проката, доменное производство в 1929 году было остановлено.
7 ноября 1931 года Омутнинск получил железнодорожное сообщение, что позволило начать коренную реконструкцию завода. В 1932 году была запущена 25-тонная мартеновская печь № 2, позднее садка увеличена до 45 т. В 1938 году была модернизирована мартеновская печь № 1 с увеличением садки с 15 до 25 т, был построен стан кровельного железа «550» № 2.
В годы Великой Отечественной войны завод выпускал продукцию для нужд фронта: противотанковые мины, малые и большие сапёрные лопаты, оружие. В 1942—1946 годах была построена 60-тонная мартеновская печь № 3, позднее садка была увеличена до 115 т. После окончания войны завод перешёл на выпуск гражданской продукции.
В 1953 году тепловые агрегаты были переведены с дров на мазут, в 1958 году была остановлена мартеновская печь № 1. В 1962 году был запущен мелкосортный стан «280-2», в 1969 году — цех стальных фасонных профилей высокой точности. В 1973 году в честь 200-летия со дня основания и за достижение высоких технико-экономических показателей завод был награждён орденом Трудового Красного Знамени. В 1986 году был запущен в эксплуатацию цех лифтовых направляющих, в 1993 году был построен стан поперечно-винтовой прокатки для производства буровой пустотелой стали.

### XXI век
В начале 2000-х годов Омутнинский металлургический завод специализировался на производстве стальных фасонных профилей высокой точности и горячекатаных профилей. В мартеновском цехе действовали 2 мартеновские печи с мазутным отоплением общей ёмкостью 255 т и разливкой стали в изложницы сифонным способом. Прокатное производство представлено заготовочным станом «500», среднесортным станом «450» и мелкосортными станами «280-1» и «280-2». Также на заводе работает комбинированный стан «300/ 280», запущенный в 1969 году, и стан поперечно-винтовой прокатки.
По состоянию на 2020 год завод производит стальные профили сложного сортамента для машиностроительной промышленности, лифтовые направляющие, метизы, детали верхнего строения железнодорожного пути и хозяйственную посуду.